# Corona (danh pháp hành tinh)
Trong địa chất hành tinh, một corona (số nhiều: coronae) là một đặc điểm hình bầu dục. Coronae xuất hiện trên cả hành tinh của sao Kim và vệ tinh Miranda của sao Thiên vương và có thể được hình thành bởi sự gia tăng của vật liệu ấm bên dưới bề mặt. Coronae nói chung là vết tích của những lần bề mặt hành tinh được đùn lên bởi lớp vật chất nóng chảy (ấm) (magma). Đến một thời điểm nhất định magma sẽ làm nổ tung bề mặt, chảy sang 2 bên vành miệng bồi tụ xung quanh tạo thành những hố hình tròn hoặc những địa tầng tròn có lỗ nhỏ ở giữa (khi nhìn từ ngoài hành tinh).

## Corona trên sao Kim

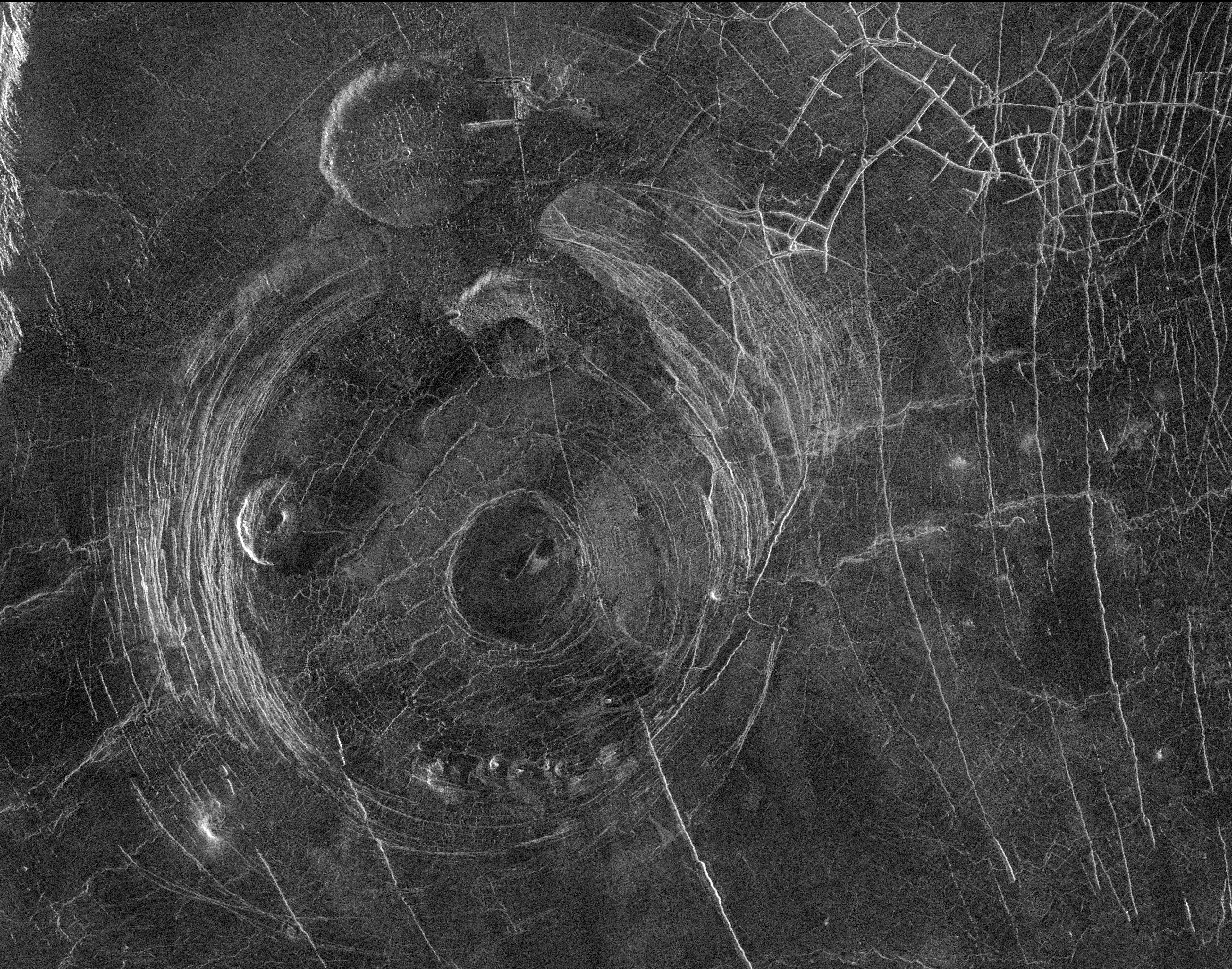
Fotla Corona

Bề mặt địa động lực của Sao Kim bị chi phối bởi các mô hình núi lửa bazan, và bởi biến dạng kiến tạo nén và mở rộng, như địa hình tesserae bị biến dạng mạnh và các vầng nứt gãy đồng tâm. Trên sao Kim, coronae có kích thước lớn (thường là vài trăm km), giống như vương miện, và có các đặc điểm núi lửa.
Coronae lần đầu tiên được xác định vào năm 1983, khi thiết bị chụp ảnh radar trên tàu vũ trụ Venera 15 và Venera 16 tạo ra hình ảnh có độ phân giải cao hơn về một số địa hình trước đây được cho là các miệng hố va chạm.
Người ta tin rằng coronae được hình thành khi các khối vật liệu nóng đang nổi lên trong lớp phủ đẩy lớp vỏ lên thành hình vòm, sau đó sụp đổ ở trung tâm khi magma nóng chảy nguội đi và rò rỉ ra hai bên, để lại cấu trúc giống như vương miện: các corona.
Các corona lớn nhất trên sao Kim là Artemis Corona, đường kính 2100 km.

## Corona trên Miranda
Các đặc điểm hình trứng nhỏ của Uranian rất lớn so với kích thước của nó. Chúng có thể được hình thành bởi diapir: sự gia tăng của băng ấm.